# 碓井俊樹
碓井俊樹（うすい としき、1977年 - ）は日本のクラシック音楽のピアニスト。一般社団法人横浜シンフォニエッタ 代表理事。日本香港音楽協会理事長(香港)。エルシステマコネクト理事。Classc for Japan評議員。

## 略歴
これまでに渡辺泉、武田宏子、岩崎淑、植田克己、カール・ハインツ・ケンマリング、アヴォ・クユムジャンの各氏に師事。各国大使館での特別演奏や2001年よりシリア共和国/パレスチナ難民キャンプにて国連の支援を受けてボランティア演奏会も開催している。東京フィルハーモニー管弦楽団、神奈川フィルハーモニー管弦楽団、芸大フィルハーモニア、キエフ国立フィルハーモニー交響楽団などをはじめ多くのオーケストラと共演し、イヴリー・ギトリス、ピエール・アモイヤル等、リサイタルや音楽祭を通じて世界的な演奏家とも数多く共演している。ピアノソロ、ピアノ協奏曲、室内楽などのCDを多数リリースしている。2003年よりウィーンにも居を構えここを拠点にヨーロッパを中心に演奏活動も行う。各国で開催される国際音楽祭への出演、国際音楽コンクールの審査員を務めるなど多方面にて精力的に活動。これまでに演奏し友好を深めた国・地域は、40カ国以上にのぼる。北はアイスランドから南は南極大陸まで100ヶ国以上渡航している。世界各国を舞台に演奏活動を繰り広げ、人々との交流を通じて信頼を深めるなか精力的に芸術文化の向上を図っている。
ヴァンサン・ダンディのピアノ協奏曲の日本初演や、ジョージアの作曲家ヴァジャ・アザラシヴィリのピアノ協奏曲第2番の日本初演も行ったことがある。

## 学歴・指導歴
- 1993年 東京藝術大学音楽学部附属音楽高等学校入学。
- 1996年 東京藝術大学音楽学部附属音楽高等学校卒業。同大学に進学。
- 1999年 ザルツブルク・モーツァルテウム大学入学。
- 2002年 同声会賞を受賞し、東京藝術大学卒業。
- 2013年 尚美学園大学客員准教授に就任。
- 2017年 上野学園大学客員教授に就任。

## 受賞歴
- 1999年 第10回オランダ・ミュージック・セッション ドネムス演奏賞[3]
- 1999年 第13回イタリア・ヴァルセージア国際音楽コンクールピアノ部門特別賞
- 2002年 カントゥ市国際ピアノ協奏曲コンクールロマン派協奏曲部門第一位同着[4]
- 2006年 ウィーン現代前衛芸術団体TAMAMU現代芸術特別賞
- 2017年 「音楽を通じた日本とアルジェリアとの相互理解の促進」について平成29年度外務大臣表彰
- 2019年 ジョージア・カヘティ州シグナギ市から名誉市民受賞
- 2020年 第三回種田山頭火賞受賞